# Philippe-Guillaume de Bavière
Philippe-Gauillaume de Bavière (né le 22 septembre 1576 à Munich, en Bavière, et mort le 18 mai 1598 à Dachau) est un cardinal allemand du XVIe siècle. Il est un fils du duc de Bavière Guillaume V et de Renée de Lorraine, et le frère de Ferdinand de Bavière, archevêque de Cologne.

## Biographie
Philippe-Guillaume de Bavière est chanoine aux chapitres de Cologne, Mayence, Salzbourg et Trèves. Il est nommé administrateur du diocèse de Ratisbonne en 1590 et élu évêque de Ratisbonne en 1592.
Le pape Clément VIII le crée cardinal au consistoire du 18 décembre 1596, mais en 1598, il trouve la mort lors d'un accident de cheval.

## Sources
- Fiche du cardinal sur le site fiu.edu